# Mittlerspitz
Mittlerspitz je planina na granici Lihtenštajna i Švicarske u lancu Rätikon u istočnim Alpama, istočno od grada Balzersa, s visinom od 1,897 metara.

## Vanjske poveznice
|  | Zajednički poslužitelj ima još gradiva o temi Mittlerspitz |